# Parcylisticus georgianus
Parcylisticus georgianus is een pissebed uit de familie Cylisticidae. De wetenschappelijke naam van de soort is voor het eerst geldig gepubliceerd in 2003 door Schmalfuss.